# Доминика Леони
Доминика Леони (на английски: Dominica Leoni) е артистичен псевдоним на чешката порнографска актриса Яна Вилхелмова (Jana Wilhelmova), родена на 28 февруари 1980 г.

## Награди и номинации
- 2002: Номинация за AVN награда за най-добра групова секс сцена.[3]
- 2005: Номинация за AVN награда за най-добра секс сцена с двойка.[4]